# Fressac
Fressac – miejscowość i gmina we Francji, w regionie Oksytania, w departamencie Gard.
Według danych na rok 1990 gminę zamieszkiwało 81 osób, a gęstość zaludnienia wynosiła 14 osób/km² (wśród 1545 gmin Langwedocji-Roussillon Fressac plasuje się na 820. miejscu pod względem liczby ludności, natomiast pod względem powierzchni na miejscu 976.).